# Сизый Бугор
Си́зый Буго́р (также встречается вариант Сизо́й Буго́р) — казахское село в Володарском районе Астраханской области России. Административный центр Сизобугорcкого сельсовета. Население 1582 человек (2010), 95 % из них — казахи.

## История
Село было основано в 1910—1915 годах. Существуют две теории о происхождении названия Сизого Бугра. Согласно первой, оно происходит от сизого цвета полыни, покрывавшей бэровские бугры в районе села. Согласно второй, название села связано с фамилией Николая Сизова, основавшего на территории села кирпичный завод в 1917 году.

### Люди, связанные с селом
В 1940-х — 1950-х в Сизом Бугре жили казахские писатели Мажлис Утежанов и Анес Сараев, режиссёр Латифулла Капашев. Все они закончили местную школу.

## География
Сизый Бугор расположено в юго-восточной части Астраханской области, в дельте реки Волги и находится на берегу р. Бушма и ерика Плутовинка. Уличная сеть состоит из трёх географических объектов: ул. Нариманова, ул. Первомайская, ул. Советская.
Абсолютная высота 24 метров ниже уровня моря
.
Климат
умеренный, резко континентальный, характеризуется высокими температурами летом и низкими — зимой, малым количеством осадков, а также большими годовыми и летними суточными амплитудами температуры воздуха.

## Население
| 2002 | 2010  |
| ---- | ----- |
| 1573 | ↗1582 |

Национальный и гендерный состав
По данным Всероссийской переписи, в 2010 году численность населения составляла 1582 человек (732 мужчины и 850 женщин, 46,3 и 53,7 %% соответственно).
Согласно результатам переписи 2002 года, в национальной структуре населения казахи составляли 95 % от 1570 жителей.
| Национальность | Численность (2010) | Процент |
| -------------- | ------------------ | ------- |
| Казахи         | 1498               | 94,8%   |
| Русские        | 48                 | 34%     |
| Татары         | 17                 | 1,1%    |
| Коми           | 3                  | 0,2%    |
| Таджики        | 3                  | 0,2%    |
| Узбеки         | 3                  | 0,2%    |
| Не указана     | 9                  | 0,6%    |
| Всего          | 1581               | 100%    |

## Инфраструктура
Сизобугорская средняя общеобразовательная школа имени Поэта Мажлиса Утежанова.
Пристань, паромная переправа.

## Транспорт
Водный и автомобильный транспорт.
Проходит автодорога регионального значения Астрахань — Зеленга, идентификационный номер 12 ОП РЗ 12Н 028. Остановка общественного транспорта «Сизый Бугор»
Просёлочные дороги.